# The Illumination
The Illumination è un cortometraggio muto del 1912 diretto da Charles L. Gaskill e prodotto dalla Vitagraph.
Il film - interpretato da Tom Powers, Rosemary Theby e Helen Gardner - fu distribuito nelle sale dalla General Film Company il 3 aprile 1912. Di soggetto religioso, racconta come Gesù ha influito sul destino di due uomini diversi tra loro: Giuseppe, un giovane ebreo, e Massimo, un centurione romano.

## Produzione
Il film fu prodotto dalla Vitagraph Company of America.

## Distribuzione
Distribuito dalla General Film Company, il film - un cortometraggio di una bobina - uscì nelle sale cinematografiche statunitensi il 3 aprile 1912.
Non si conoscono copie esistenti della pellicola che viene considerata presumibilmente perduta.